# Fort Zeelandia (Formosa)
Fort Zeelandia (Chinees: 熱蘭遮城; pinyin: rèlánzhē chéng) was een fort van de Vereenigde Oostindische Compagnie (VOC) dat tussen 1624 en 1634 gebouwd werd op het zanderige kleine eiland Tayouan. Het ligt net ten zuidwesten van het eiland dat door de Portugese en Zeeuwse kolonisten Formosa, en door de Chinezen Taiwan genoemd werd. Na een beleg van negen maanden werd het in 1662 afgestaan aan de Chinese krijgsheer Zheng Chenggong die met een leger van 25.000 manschappen en honderden jonken overkwam van het Chinese vasteland.

## Beschrijving

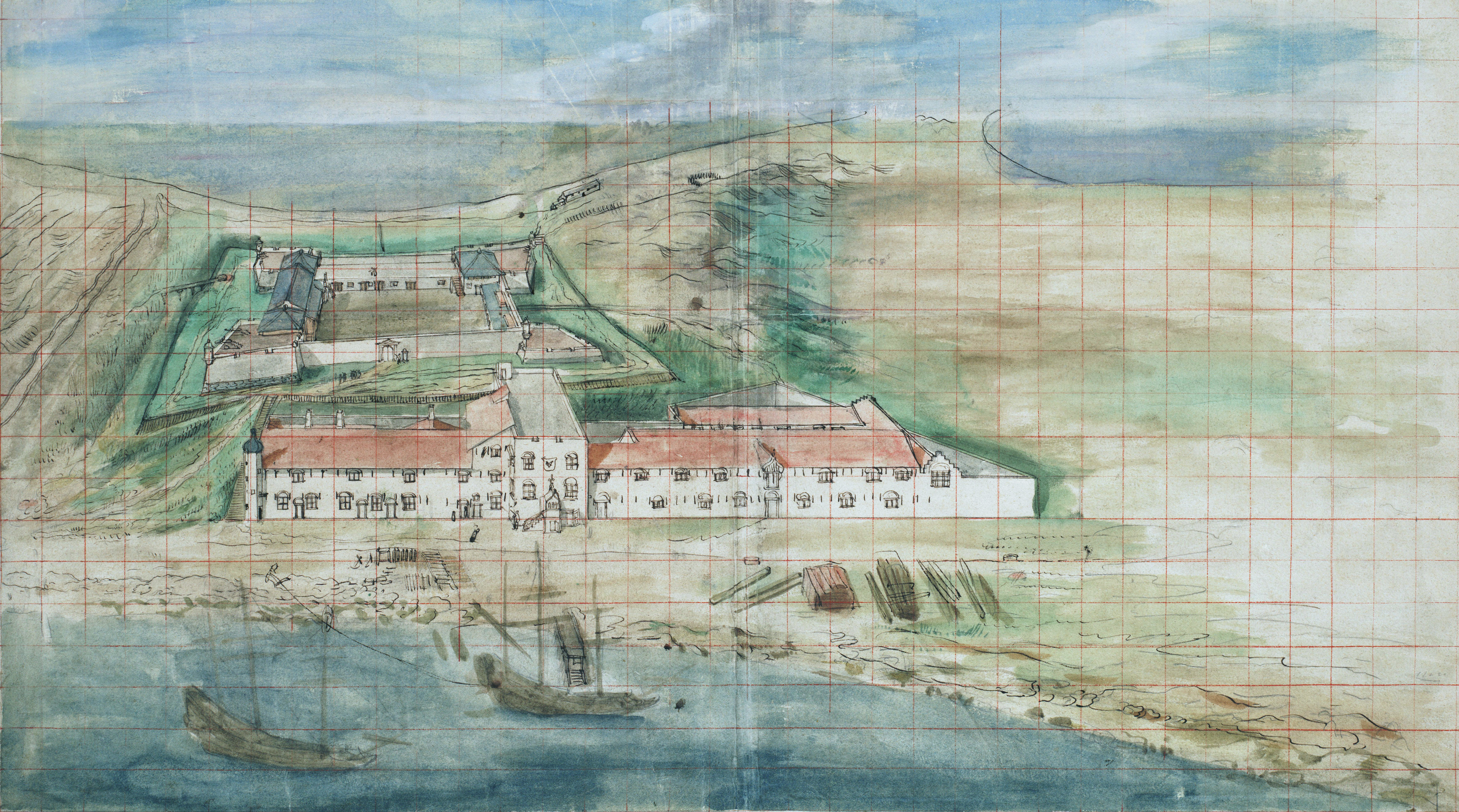
Zicht op Fort Zeelandia (ca. 1635)

Het fort werd vernoemd naar het schip waarmee Martinus Sonck in 1624 naar de eilandengroep Pescadores was gekomen. Sonck was er de laatste VOC-bevelhebber en moest dat jaar capituleren voor een Chinese overmacht. De Nederlanders dienden het fort op het eiland Penghu te verlaten, maar mochten zich vestigen op Formosa dat indertijd niet tot het Chinese keizerrijk behoorde. Met Chinese hulp werd het fort op Penghu afgebroken en werd het meeste bouwmateriaal naar Formosa verscheept om te worden gebruikt voor de bouw van Fort Zeelandia.
De Nederlanders kozen het eiland (Dayuan) bij het huidige Tainan uit als bouwplaats, omdat het gemakkelijk toegankelijk was vanaf zee voor de (sluik)handel tussen China en Japan en ook voor de bevoorrading en versterking vanuit Batavia in tijden van nood. Er was echter nergens in de buurt zoet water te vinden, dat aangevoerd werd uit het binnenland. De bakstenen die voor de bouw werden gebruikt, kwamen uit Java. Het gebruikte cement was een mengsel van suiker, zand, schelpen en rijst.
De VOC stichtte het fort op Formosa in een poging om de handel tussen het toentertijd Spaanse Manilla op China te dwarsbomen. Vanaf Formosa wilde de VOC als enige handel drijven op China om er vooral zijde in te kopen ter verkoop in Japan.

## Ontvoering VOC-gouverneur
Een groep Japanse kooplui die woonachtig was op Formosa ontvoerde in 1628 uit het fort de toenmalige VOC-gouverneur van Nederlands-Formosa Pieter Nuyts en een van zijn zonen. De reden was dat Nuyts de twee jonken van de Japanners had ontdaan van zeilen en wapens omdat hij gewaarschuwd was dat de Japanners uit zouden zijn op een bloedig treffen. Daardoor konden de Japanners geen handel meer drijven. Nuyts werd vrijgelaten in ruil voor 200 pikol Chinese zijde, maar zijn zoon kwam in gevangenschap in Japan om het leven. Het VOC-opperbestuur in Indië verweet Nuyts dat hij de Japanners gelegenheid had gegeven het fort te betreden en hij werd uit zijn functie ontheven.

## Slag om Fort Zeelandia

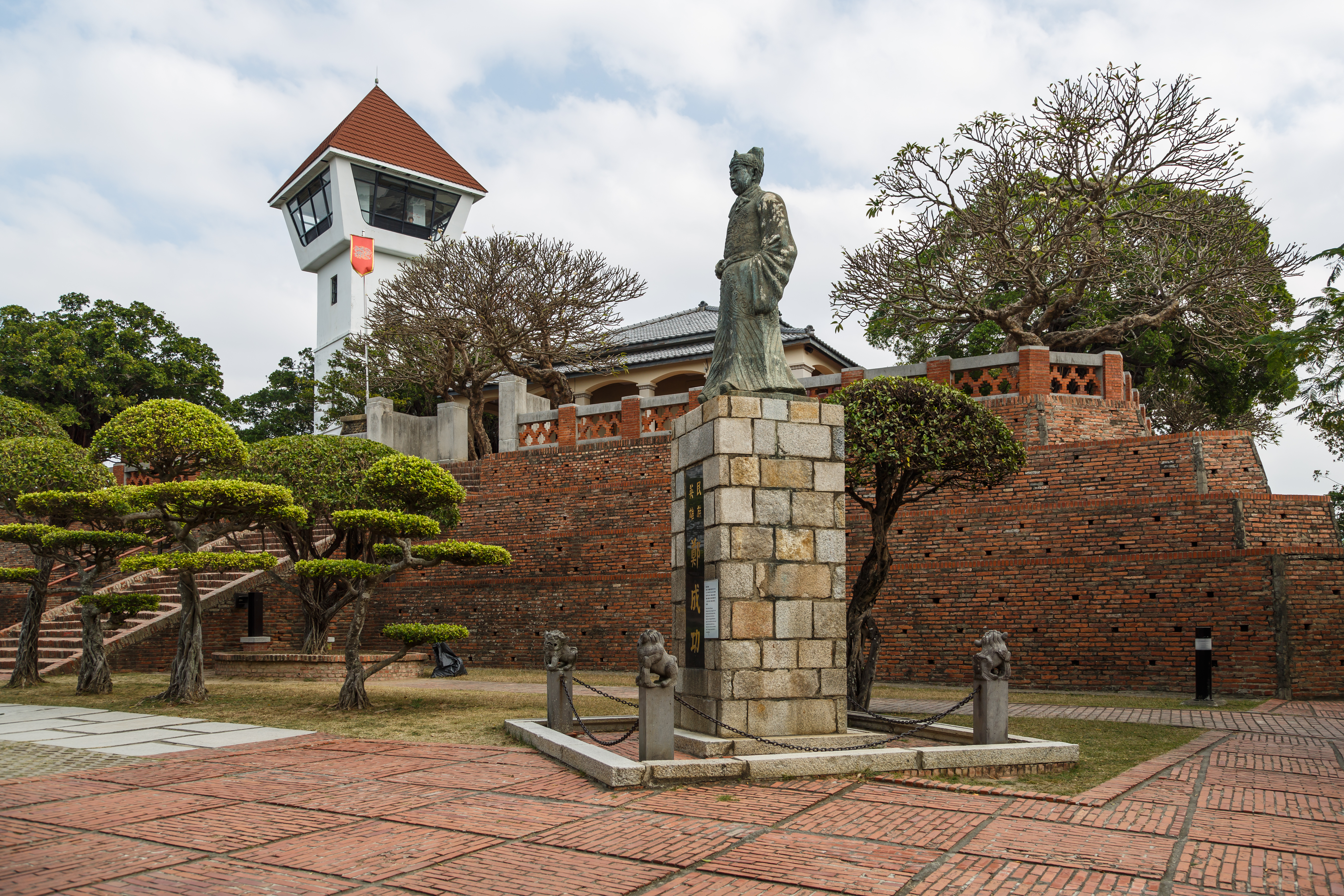
Standbeeld van Zheng Chenggong voor het fort

Op 30 april 1661 belegerde de Chinese generaal Zheng Chenggong (door de Nederlanders Koxinga genoemd) uit Ming China (1368-1644) het fort, dat werd verdedigd door 2000 VOC-soldaten. Zheng Chenggong voerde de aanval uit met de hulp van 400 schepen en 25.000 manschappen en verraste compleet de aanwezige Nederlandse vloot onder leiding van Jan van der Laan. Na een belegering van negen maanden en met het verlies van 1600 VOC-ers, gaf de Zweedse VOC-gouverneur Frederick Coyett zich op 1 februari 1662 over toen de Chinezen de redoute Utrecht op een belendende heuvel veroverd hadden, van waaruit het fort op eenvoudige wijze te bombarderen viel.
De VOC-goederen bleven op het eiland achter. Daar stond tegenover dat alle VOC-ers het fort mochten verlaten met een deel van hun persoonlijke bezittingen. Op 9 februari 1662 verliet Coyett met de overgebleven manschappen het fort voor Batavia.
Het Fort Noord-Holland op noordelijk Formosa, (bij Jilóng), zou in 1664 opnieuw door de VOC worden bezet en wist in 1666 met 300 verdedigers een Chinese aanval van 6.000 man af te slaan. In 1668 zag men echter dat de handel niet was wat ze was geweest en op 18 oktober 1668 werd daarop besloten Formosa definitief te verlaten.

## Fotogalerij

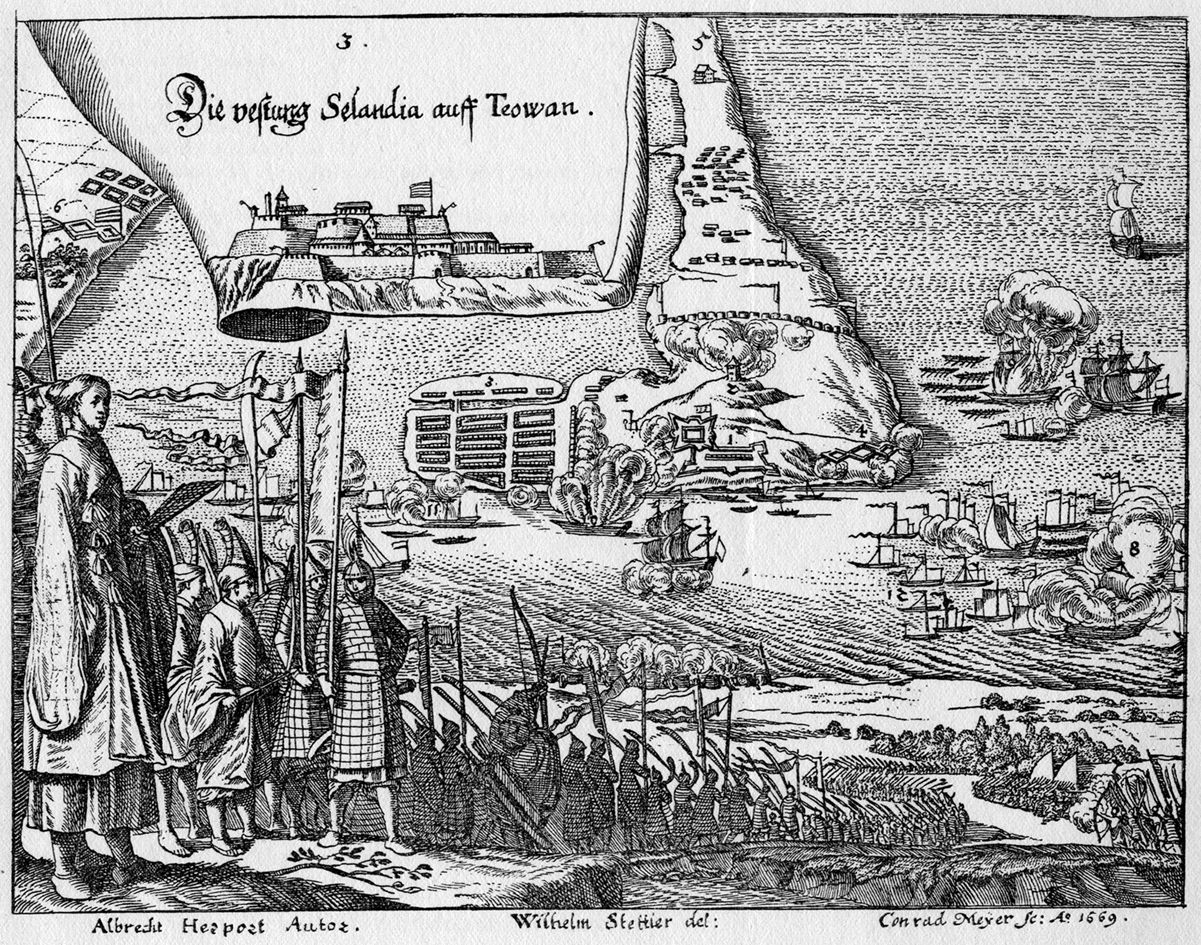
Fort Zeelandia in 1661
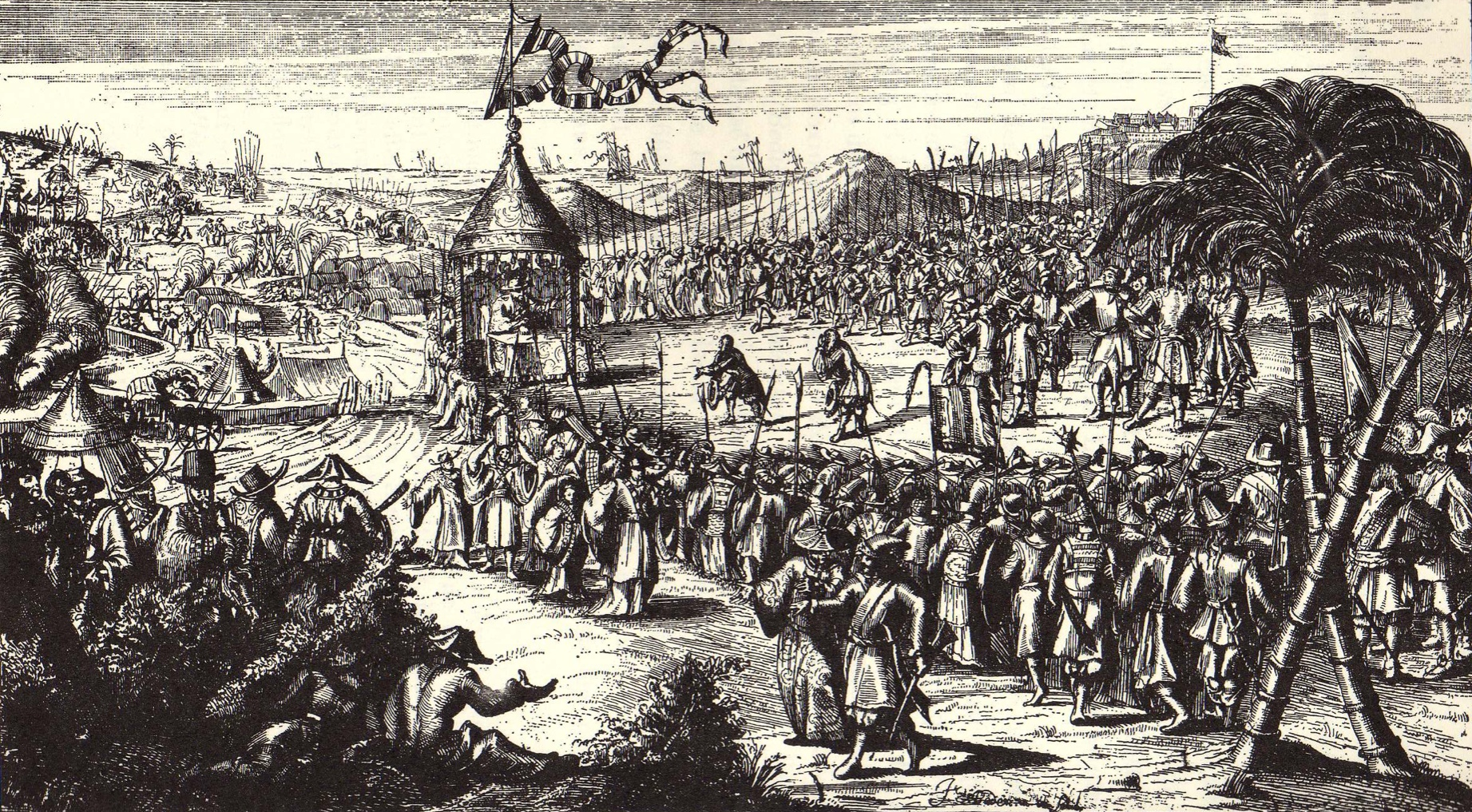
Overgave van Fort Zeelandia
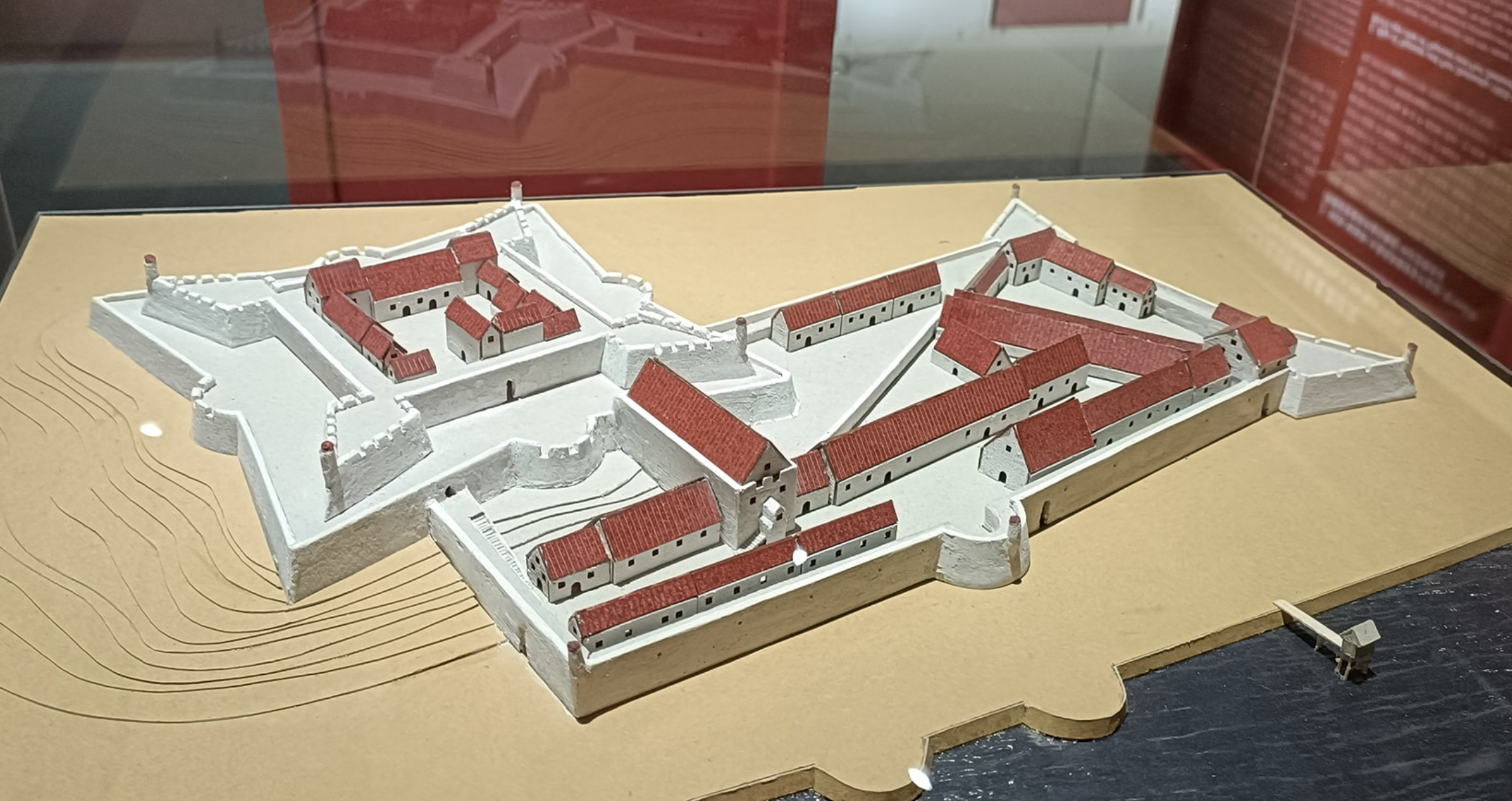
model van Fort Zeelandia
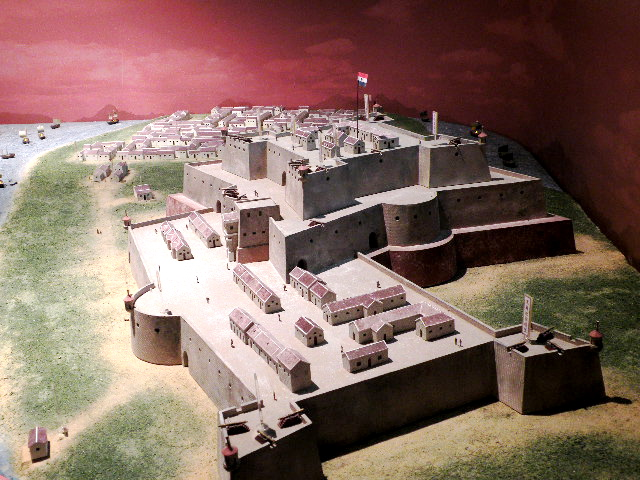
model van Fort Zeelandia in het Zeelandiamuseum
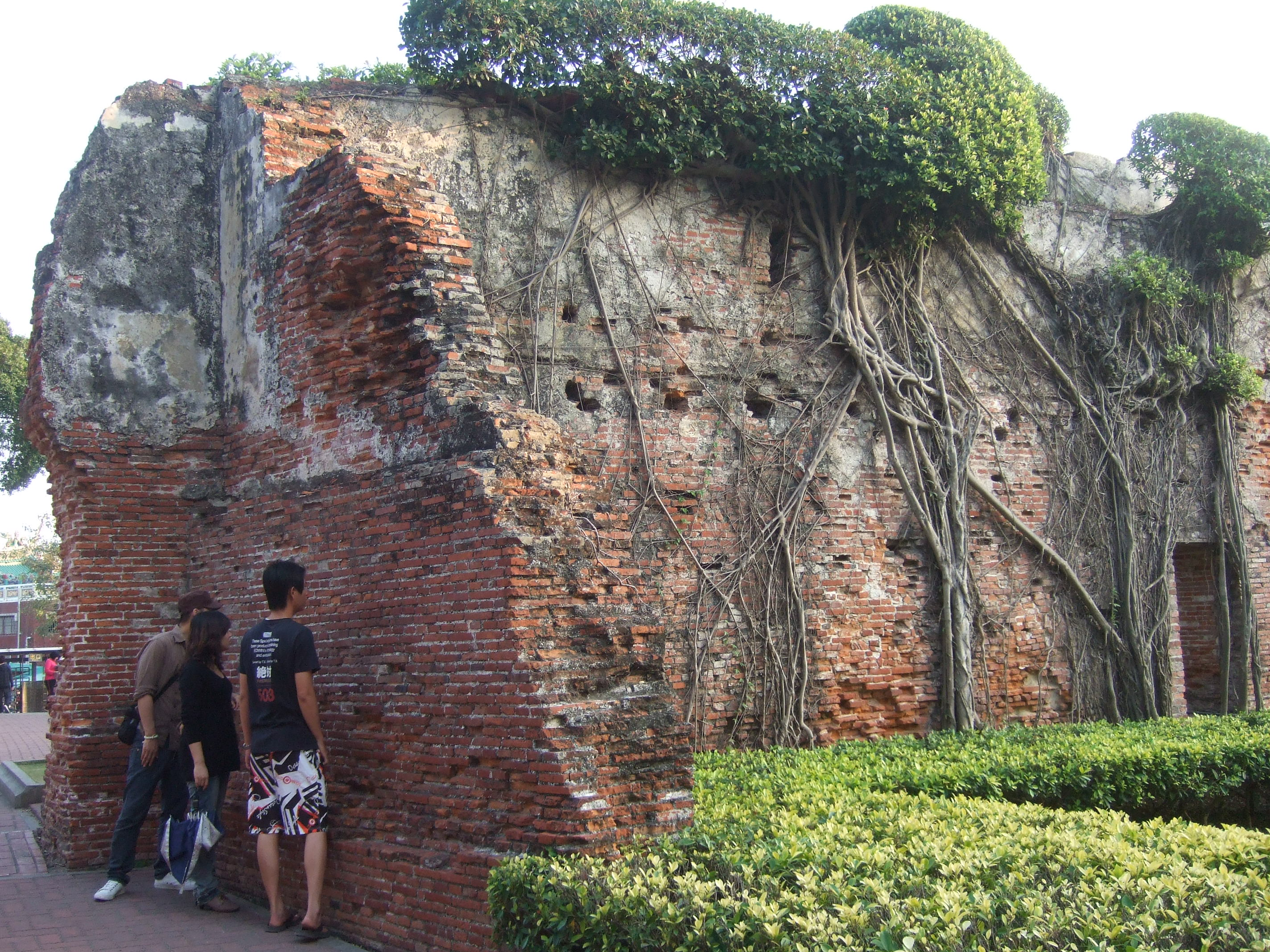
Fort Zeelandia tegenwoordig